# Otvice
Otvice település Csehországban, Chomutovi járásban. Otvice Chomutov, Jirkov, Vrskmaň és Pesvice településekkel határos. Lakosainak száma 714 fő (2024. január 1.).

## Népesség
A település lakosságának változását az alábbi diagram mutatja:
| Lakosok száma | 433  | 923  | 1154 | 844  | 592  | 602  | 645  | 663  | 687  | 714  |
|               | 1869 | 1900 | 1921 | 1961 | 1980 | 2011 | 2016 | 2019 | 2021 | 2024 |